# Rayte’a Long
Rayte’a Long, née le 3 janvier 1994 à Dayton (Ohio), est une basketteuse américaine évoluant au poste d'ailier fort.

## Biographie
Long passe par l'université Vanderbilt où elle joue pour les Commodores de Vanderbilt.
De 2016 à 2018, Long évolue au sein de l'US La Glacerie. Début 2017, seule vraie poste 5 de l'effectif, l'Américaine abat un bon travail dans la raquette et contribue à la belle réussite des Tangos (5 victoires, 1 défaite). Mais une fracture à la première phalange du pouce l'oblige au repos un mois. L'année suivante, elle est championne de Nationale 1 2017-2018.
Elle rejoint ensuite La Tronche-Meylan avec qui elle remporte un second titre consécutif en NF1. En Ligue 2 2020-2021, elle tourne à 12,3 points et 6,2 rebonds avec le BCTM.
Pour la saison 2021-2022, Long reste en Ligue 2 et rejoint le C' Chartres basket féminin.

## Style de jeu
Intérieure puissante, désormais référencée pour ce niveau, elle ne s’exprime jamais aussi bien que lorsqu’elle évolue dans la peinture.

## Statistiques
| Saison    | Club                  | Championnat | Championnat | Championnat | Coupe | Coupe | Total | Total |
| Saison    | Club                  | Division    | M           | Pts         | M     | Pts   | M     | Pts   |
| --------- | --------------------- | ----------- | ----------- | ----------- | ----- | ----- | ----- | ----- |
| 2012-2013 | Vanderbilt University | NCAA        | 25          | 1,2         |       |       |       |       |
| 2013-2014 | Vanderbilt University | NCAA        | 26          | 1,8         |       |       |       |       |
| 2014-2015 | Vanderbilt University | NCAA        | 22          | 1,4         |       |       |       |       |
| 2015-2016 | Vanderbilt University | NCAA        | 31          | 3,1         |       |       |       |       |
| 2016-2017 | US La Glacerie        | NF1         |             |             |       |       |       |       |
| 2017-2018 | US La Glacerie        | NF1         |             |             |       |       |       |       |
| 2018-2019 | BC La Tronche-Meylan  | NF1         |             |             |       |       |       |       |
| 2019-2020 | BC La Tronche-Meylan  | LF2         | 14          | 14.4        |       |       |       |       |
| 2020-2021 | BC La Tronche-Meylan  | LF2         | 22          | 12.3        | 1     | 9     |       |       |
| 2021-2022 | C' Chartres BF        | LF2         |             |             | 1     | 12    |       |       |

## Palmarès
- Nationale féminine 1 (2)
  - Championne : 2017-2018 et 2018-2019[3]